# Lyriothemis hirundo
Lyriothemis hirundo är en trollsländeart som beskrevs av Friedrich Ris 1913. Lyriothemis hirundo ingår i släktet Lyriothemis och familjen segeltrollsländor. Inga underarter finns listade i Catalogue of Life.